# Javier Jiménez del Pozo
Javier Jiménez Pozo (n. Madrid, España; 30 de abril de 1976) es un futbolista español que se desempeñaba como centrocampista.

## Clubes
| Club            | País   | Año         |
| --------------- | ------ | ----------- |
| Real Madrid B   | España | 1998 - 1999 |
| Getafe          | España | 1999        |
| Real Valladolid | España | 1999 - 2000 |
| Real Valladolid | España | 2001 - 2005 |